# 2008 TC3

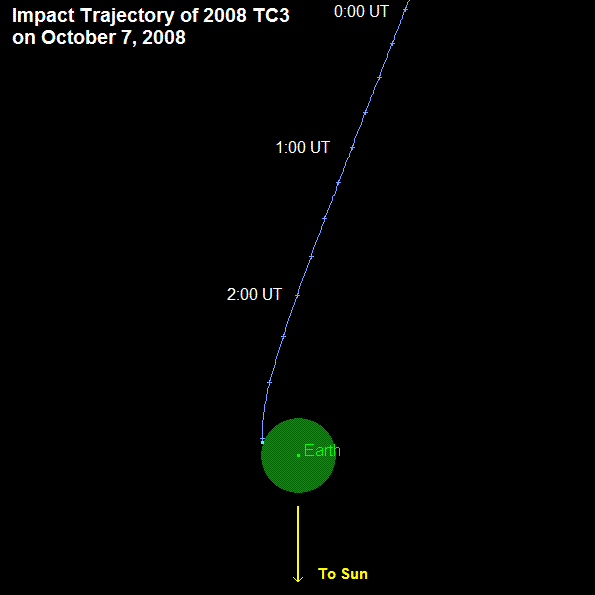
Đường màu xanh biểu thị quỹ đạo tiếp cận Trái Đất của thiên thạch

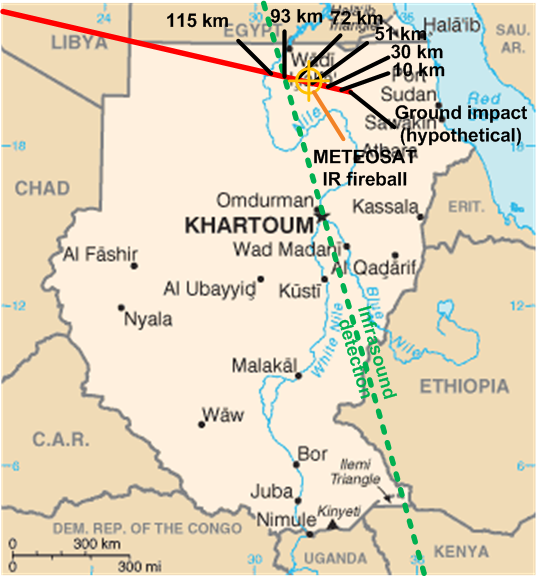
Đường đi chiếu lên mặt đất của thiên thạch cắt qua Sudan. Đường màu đỏ là đường đi của vật thể, kết thúc bởi điểm va chạm với mặt đất. Đường màu đỏ là tín hiệu hạ âm của vụ nổ của vật thể. Vị trí phát sinh cầu lửa được METEOSAT IR thể hiện bằng điểm màu cam. Một số thông số độ cao được dự đoán trước của vật thể khi nó bay qua sông Nile cũng được liệt kê trên hình.

2008 TC3 (Dự án quan sát bầu trời Catalina tạm ký hiệu là 8TA9D69) là một thiên thạch có đường kính từ 2 đến 5 mét đã đi vào khí quyển Trái Đất vào lúc 02:46 giờ UTC, ngày 7 tháng 10 năm 2008 (5:46 sáng giờ địa phương) và bốc cháy trước khi va chạm vào bề mặt Trái Đất.

## Khám phá
Thiên thể này được các chuyên gia quan sát tại dự án quan sát bầu trời Catalina khám phá ra qua kính viễn vọng 1,5 mét ở đỉnh Lemmon, miền bắc Tucson, Arizona, Mỹ khoảng 1 ngày trước khi đi vào Trái Đất, mặc dù nó nhỏ, màu tối, và khó quan sát.
Thiên thạch này rất được chú ý do là thiên thể đầu tiên được con người quan sát và theo dõi trước khi tiếp cận đến Trái Đất. Quá trình dò tìm và theo dõi một thiên thể cận địa, thường được gọi là các dự án Spaceguard (bảo vệ hành tinh), được tiến hành qua một thí nghiệm. Tổng cộng, 570 phép trắc lượng thiên thể và gần bằng số đó các quan sát trắc quang được thực hiện trong chưa tới 19 giờ đồng hồ và được báo cáo về trung tâm Tiểu Hành tinh, tại đây trong 11 giờ từ các dữ liệu quan sát dồn về người ta đã đưa ra 25 thông tri điện tử tiểu hành tinh với nhiều giải pháp quỹ đạo mới. Các dự đoán va chạm được tính toán bởi hệ thống giám sát bán tự động CLOMON 2 của đại học Pisa cũng như hệ thống giám sát Sentry của trung tâm nghiên cứu Jet Propulsion Laboratory. Các quan sát phổ được các nhà thiên văn học thực hiện bằng kính thiên văn William Herschel 4,2 mét tại La Palma, quần đảo Canary.

## Vụ nổ
Thiên thạch, hay còn gọi là sao băng vì sự bùng nổ rực lửa của nó được xác nhận đã đi vào khí quyển Trái Đất trên vùng miền bắc Sudan với tốc độ 12,8 km/s (8,0 dặm/s). Quỹ đạo ước tính vật thể bay ra khỏi bầu trời phía tây có góc phương vị là 281 độ, ở góc cao 19 độ so với chân trời địa phương. Nó phát nổ ở độ cao 10 km với năng lượng vào khoảng 1 kiloton thuốc nổ TNT, tạo nên một quả cầu lửa lớn trên bầu trời lúc sáng sớm. Có rất ít người sinh sống ở vùng sa mạc Nubia xa xôi nơi vụ nổ xảy ra; tuy nhiên, tờ The Times, lại thông báo rằng ánh sáng của thiên thể lớn đến mức tương đương ánh sáng Mặt Trăng tròn và một máy bay cách đó 1.400 km (870 dặm) đã nhìn thấy ánh sáng chói lóe lên. Một bức ảnh có độ phân giải thấp về vụ nổ đã được vệ tinh dự báo thời tiết Meteosat 8 chụp lại. Những dàn máy dò hạ âm tại Kenya cũng đã phát hiện ra sóng âm từ hướng được dự kiến của va chạm, tương ứng với năng lượng của 1,1 đến 2,1 kiloton TNT. Những thiên thạch có kích cỡ như thế này thường tấn công Trái Đất 2 đến 3 lần mỗi năm.
Quỹ đạo chỉ ra chỗ tiếp xúc với bề mặt Trái Đất tại 20,3° vĩ bắc và 33,5° kinh đông, trong khi đó vật thể được dự kiến vỡ ra ở vị trí 100 đến 200 km về phía tây nơi nó hạ xuống, một chút ở phía đông sông Nile, và cách 100 km về phía nam biên giới Ai Cập–Sudan.